# 6650 Morimoto
6650 Morimoto eller 1991 RS1 är en asteroid i huvudbältet som upptäcktes den 7 september 1991 av de båda japanska astronomerna Kazuro Watanabe och Kin Endate vid Kitami-observatoriet. Den är uppkallad efter den japanska radioastronomen Masaki Morimoto.
Asteroiden har en diameter på ungefär 7 kilometer och den tillhör asteroidgruppen Eunomia.